# NBA finale 2006.
NBA finale 2006. posljednja je i finalna serija doigravanja u sezoni 2005./06. Prvaci Istočne konferencije Miami Heat porazili su u seriji 4-2 prvake Zapadne konferencije Dallas Maverickse. Miami je osvojio svoj prvi NBA naslov u povijesti franšize unatoč zaostatku u seriji od 2-0. Ovo je također bio prvi nastup u NBA finalu za Dallas te je ovo bilo prvo NBA finale od 1998. godine da Lakersi ili Spursi nisu bili jedni od sudionika finala. Dwyane Wade proglašen je najkorisnijim igračem NBA finala.

## Put do finala

### Miami Heat
12. prosinca 2005. Pat Riley je objavio da se vraća na mjesto glavnog trenera momčadi, a momčad predvođena Shaquilleom O'Nealom i mladim Dwyaneom Wadeom završila je sezonu s omjerom 52-30 i drugim mjestom na Istoku čime su ostvarili 11. nastup u doigravanju. U prvom krugu doigravanja susreli su se s Chicago Bullsima. Nakon što je Miami dobio prve dvije utakmice, Bullsi su pobijedili u trećoj s rezultatom 109:90. U četvrtoj utakmici Bullse predvode Andres Nocioni, Ben Gordon i Kirk Hinrich s ukupno 68 poena i odvode Bullse do pobjede 93:87 i izjednačenja u seriji 2-2. U petoj utakmici na domaćem terenu Wade postiže 28 poena i odvodi Miami do pobjede 92:78, da bi u šestoj utakmici Shaquille O'Neal s 30 poena i 20 skokova potvrdio dominaciju Heata u ovoj seriji i prolazak u polufinale Istočne konferencije. 
U polufinalu konferencije susreli su se s New Jersey Netsima koje su predvodili Jason Kidd i Vince Carter. U prvoj utakmici u Miamiu, trio Netsa Carter, Kidd i Jefferson igrali su sjajno te su donijeli pobjedu Netsima 100:88. Carter je postigao 27 poena, Kidd 22, a Jefferson 20 poena. Drugu utakmicu Miami je otvorio sa serijom 25-4, što je na kraju rezultiralo pobjedom 111:89. Najefikasniji u redovima Miamia bili su Wade s 31 poenom, O'Neal s 21 i Williams s 11 poena. U trećoj utakmici Wade je s 30 poena, 10 asistencija i 7 skokova odveo momčad do pobjede i vodstva u seriji 2-1. Iduće dvije utakmice također su otišle u korist Miamia čime su prošli u finale Istočne konferencije. 
U finalu Istočne konferencije Miami je igrao s Detroit Pistonsima koji su imali sjajnu momčad. U svojim redovima Pistonsi su imali igrače poput Chaunceya Billupsa, Rasheeda Wallcea, Bena Wallacea, Tayshauna Princea i Richarda Hamiltona. Međutim to ima nije bilo dovoljno za pobjedu u prvoj utakmici jer su Wade i O'Neal kombinirano postigli 39 poena i donijeli pobjedu Miamiu rezultatom 91:86. U drugoj utakmicu Pistonsi su nadjačali Miami što je rezultiralo Princeovim 24 poena i 11 skokova te pobjedom 92:88. Iduće dvije utakmice otišle su u korist Miamia i rezultat serije bio je 3-1. U petoj utakmici Prince je postigao 29 poena, Billups 17 poena, 10 asistencija te Hamilton 16 poena i 10 asistencija. To je bilo dovoljno za pobjedu Pistonsa 91:78 i smanjenje zaostatka na 3-2. U šestoj utakmici Wade je bio odsutan zbog bolovanja od gripe, međutim O'Neal i Williams su nadomjestili njegov nedostatak time što su kombinirano postigli 49 poena i donijeli ključnu pobjedu Miamiu 95:78. Time je momčad Miamia ostvarila prvo NBA finale u povijesti frnašize.

### Dallas Mavericks
Prije sezone 2005./06. Dallas Mavericksi su mijenjali sve svoje izbore na draftu 2005. tako da su ostali praznih ruku. Ubrzo je objavljeno da su Mavericksi otpustili Michaela Finleya i potpisali s Darrellom Armstrongom. Nova pojačanja pred sezonu bila su Doug Christie, DeSagana Diop, Rawle Marshall, i Josh Powell. 
U regularnom dijelu sezone Dallas Mavericksi su ostvarili sjajan omjer 60-22 i zauzeli četvrto mjesto u Zapadnoj konferenciji, a njihov trener Avery Johnson osvojio je nagradu za trenera godine. U prvom krugu doigravanja Mavericksi su s lakoćom svladali Memphis Grizzliese rezultatom serije 4-0. U polufinalu Zapada susreli su se sa San Antonio Spursima. U prvoj utakmici Tim Duncan je odigrao sjajno te je ubacio 31 poen i sakupio 13 skokova što je bilo dovoljno za pobjedu Spursa 87:85. U dugoj utakmici Dallas je predvođen Joshom Howardom s 27 poena i Nowitzkim s 21 poenom odnio pobjedu 113:91 i izjednačio seriju na 1-1. Iduće dvije utakmice otišle su u korist Dallasa, da bi u petoj utakmici Duncan postigao 36 poena i 12 skokova te doveo momčad do pobjede 98:97. U šestoj utakmici Ginobili je postigao 30 poena i odveo momčad do pobjede izborivši im sedmu utakmicu unatoč zaostatku u seriji. Kod Mavericksa najučinkovitiji je bio Dirk Nowitzki s 26 poena i 21 skokom. U sedmoj utakmici Maverickse je predvodio Nowitzki s 37 poena i 15 skokova te je odveo momčad do finala Zapadne konferencije.
U finalu Zapada susreli su se s Phoenix Sunsima. U prvoj utakmici Diaw je ubacio 34 poena, a Nash dodao 27 poena i 16 asistencija te su Sunsi ostvarili vrlo važnu pobjedu. Iduće dvije utakmice otišle su u korist Dallasa čime je serija bila na rezultatu 2-1. Četvrta utakmica uvjerljivo je pripala Sunsima koji su rezultatom 106:86 "pregazili" Maverickse. Kod domaćina najbolji su bili Leandro Barbosa s 24 i Steve Nash s 21 poenom. Peta utakmica ostala je zapamćena po sjajnoj izvedbi Dirka Nowitzkog koji je svoju momčad predvodio s 50 poena, uključujući 22 poena u četvrtoj četvrtini. Serija je bila pri rezultatu 3-2 te se konačna sudbina Sunsa odlučivala u šestoj utakmici. U šestoj utakmici Mavericksi su odigrali sjajno što je rezultiralo sjajnom izvedbom Nowitzkog koji je ostvario 24 poena, 10 skokova i 3 blokade te se tome još pridodao i Jason Terry sa 17 poena. Time su Mavericksi ostvarili prvo NBA finale u povijesti franšize.

## Finale

### Prva utakmica
| 8. lipnja 2006. 9:00pm ET | Izvještaj na NBA.com | Miami Heat                                                                 | 80–90 | Dallas Mavericks                                                               |  | American Airlines Center, Dallas Gledatelji 20 475 Suci: Crawford, DeRosa, Salvatore | ABC |
| 8. lipnja 2006. 9:00pm ET | Izvještaj na NBA.com | Po četvrtinama: 31-23, 13-23, 24-24, 12-20                                 |       |                                                                                |  | American Airlines Center, Dallas Gledatelji 20 475 Suci: Crawford, DeRosa, Salvatore | ABC |
| 8. lipnja 2006. 9:00pm ET | Izvještaj na NBA.com | Koševi: Dwyane Wade 28 Skokovi: Udonis Haslem 8 Asistencije: Dwyane Wade 6 |       | Koševi: Jason Terry 32 Skokovi: Josh Howard 12 Asistencije: Nowitzki, Howard 4 |  | American Airlines Center, Dallas Gledatelji 20 475 Suci: Crawford, DeRosa, Salvatore | ABC |
| 8. lipnja 2006. 9:00pm ET | Izvještaj na NBA.com | 1-0 Dallas Mavericks                                                       |       |                                                                                |  | American Airlines Center, Dallas Gledatelji 20 475 Suci: Crawford, DeRosa, Salvatore | ABC |

U trećoj četvrtini Jason Terry je 7:54 minuta do kraja postigao tricu kojom je Mavericksima dao najveće vodstvo od 82:72. Međutim dva zakucavanja O'Neala, polaganje Walkera i slobodno bacanje Wadea smanjuje rezultat na 82:79, ali 3:37 minuta prije kraja utakmice Walker promašuje tricu za izjednačenje. Do kraja utakmice Mavericksi su samo povećali vodstvo, a najveća zvijezda večeri bio je Jason Terry koji je s 32 poena odveo momčad do važne pobjede.

### Druga utakmica
| 11. lipnja 2006. 9:00pm ET | Izvještaj na NBA.com | Miami Heat                                                                    | 85–99 | Dallas Mavericks                                                              |  | American Airlines Center, Dallas Gledatelji 20 459 Suci: Delaney, Javie Rush | ABC |
| 11. lipnja 2006. 9:00pm ET | Izvještaj na NBA.com | Po četvrtinama: 17-18, 17-32, 24-32, 27-17                                    |       |                                                                               |  | American Airlines Center, Dallas Gledatelji 20 459 Suci: Delaney, Javie Rush | ABC |
| 11. lipnja 2006. 9:00pm ET | Izvještaj na NBA.com | Koševi: Dwyane Wade 23 Skokovi: Dwyane Wade 8 Asistencije: Payton, Williams 4 |       | Koševi: Dirk Nowitzki 26 Skokovi: Dirk Nowitzki 16 Asistencije: Jason Terry 9 |  | American Airlines Center, Dallas Gledatelji 20 459 Suci: Delaney, Javie Rush | ABC |
| 11. lipnja 2006. 9:00pm ET | Izvještaj na NBA.com | 2-0 Dallas Mavericks                                                          |       |                                                                               |  | American Airlines Center, Dallas Gledatelji 20 459 Suci: Delaney, Javie Rush | ABC |

Nakon poraza u prvoj, Miami je na početku druge utakmice igrao sjajno. 8:27 minuta prije kraja prvog poluvremena, James Posey je postigao koš i postavio najveće vodstvo Miamia u utakmici. Međutim stvari kreću nagore i 2:23 minuta prije kraja treće četvrtine Eric Dampier zakucavanjem postavlja najveće vodstvo Mavericksa u utakmici od 78:51. Mavericksi su na kraju samo lakoćom priveli utakmicu kraju i poveli u seriji 2-0. Dirk Nowitzki je bio najbolji strijelac i skakač momčadi s 26 poena i 16 skokova.

### Treća utakmica
| 13. lipnja 2006. 9:00pm ET | Izvještaj na NBA.com | Dallas Mavericks                                                            | 98–100 | Miami Heat                                                                     |  | AmericanAirlines Arena, Miami Gledatelji 20 145 Suci: Crawford, Mauer, Nies | ABC |
| 13. lipnja 2006. 9:00pm ET | Izvještaj na NBA.com | Po četvrtinama: 21-29, 22-23, 34-16, 19-30                                  |        |                                                                                |  | AmericanAirlines Arena, Miami Gledatelji 20 145 Suci: Crawford, Mauer, Nies | ABC |
| 13. lipnja 2006. 9:00pm ET | Izvještaj na NBA.com | Koševi: Dirk Nowitzki 30 Skokovi: Eric Dampier 9 Asistencije: Jason Terry 5 |        | Koševi: Dwyane Wade 42 Skokovi: Dwyane Wade 13 Asistencije: Shaquille O'Neal 5 |  | AmericanAirlines Arena, Miami Gledatelji 20 145 Suci: Crawford, Mauer, Nies | ABC |
| 13. lipnja 2006. 9:00pm ET | Izvještaj na NBA.com | 2-1 Dallas Mavericks                                                        |        |                                                                                |  | AmericanAirlines Arena, Miami Gledatelji 20 145 Suci: Crawford, Mauer, Nies | ABC |

Nakon poraza i u trećoj utakmici Miami si to nije mogao priskrbiti i na domaćem parketu. Unatoč zaostatku od 89:81, pet minuta prije kraja utamice, Wade smanjuje na 91:88, 3:36 minuta prije kraja utakmice. Haslem i Wade donose vodstvo Miamiu od 94:93, samo jednu minutu prije kraja. Samo 9.3 sekunda prije kraja Payton pogađa ključan koš kojim se Miami odvaja. Nowitzki je kasnije s linije slobodnih bacanja mogao i spasiti pobjedu u utakmici ali nije uspio, a Wade je sa svoja 42 poena i 13 skokova donio momčadi psihološki vrlo važnu pobjedu.

### Četvrta utakmica
| 15. lipnja 2006. 9:00pm ET | Izvještaj na NBA.com | Dallas Mavericks                                                                | 76–98 | Miami Heat                                                                        |  | AmericanAirlines Arena, Miami Gledatelji 20 145 Suci: Bavetta, Callahan, Fryer | ABC |
| 15. lipnja 2006. 9:00pm ET | Izvještaj na NBA.com | Po četvrtinama: 25-30, 19-24, 23-24, 7-20                                       |       |                                                                                   |  | AmericanAirlines Arena, Miami Gledatelji 20 145 Suci: Bavetta, Callahan, Fryer | ABC |
| 15. lipnja 2006. 9:00pm ET | Izvještaj na NBA.com | Koševi: Jason Terry 17 Skokovi: Dirk Nowitzki 9 Asistencije: Jerry Stackhouse 4 |       | Koševi: Dwyane Wade 36 Skokovi: Shaquille O'Neal 13 Asistencije: Jason Williams 6 |  | AmericanAirlines Arena, Miami Gledatelji 20 145 Suci: Bavetta, Callahan, Fryer | ABC |
| 15. lipnja 2006. 9:00pm ET | Izvještaj na NBA.com | Miami Heat izjednačio seriju na 2-2                                             |       |                                                                                   |  | AmericanAirlines Arena, Miami Gledatelji 20 145 Suci: Bavetta, Callahan, Fryer | ABC |

Vrlo rano u početku utakmice O'Neal i Haslem bili su u problemima s osobnim pogreškama. Međutim to nije zaustavilo Heate u njihovoj namjeri jer su Posey i Williams s tricama povisili na 40:31, a 4:57 minuta prije kraja poluvremena Wade postavlja rezultat 46:35. Nakon kraja prvog poluvremena, rezultat utakmice bio je 54:44 za Miami Heate, ponajviše zahvaljujući Wadeovih 24 poena. Miami je do kraja zadržao vodstvo i pobijedio Maverickse s 22 razlike. Dwayne Wade postigao je 36 poena, a Walker je sa svojih četrnaest pridonio u izjednačavanju serije.

### Peta utakmica
| 18. lipnja 2006. 9:00pm ET | Izvještaj na NBA.com | Dallas Mavericks                                                              | 100–101 | Miami Heat                                                                        | PR | AmericanAirlines Arena, Miami Gledatelji 20 145 Suci: Crawford, DeRosa, Salvatore | ABC |
| 18. lipnja 2006. 9:00pm ET | Izvještaj na NBA.com | Po četvrtinama: 21-24, 30-19, 20-27, 22-23 PR: 7-8                            |         |                                                                                   | PR | AmericanAirlines Arena, Miami Gledatelji 20 145 Suci: Crawford, DeRosa, Salvatore | ABC |
| 18. lipnja 2006. 9:00pm ET | Izvještaj na NBA.com | Koševi: Jason Terry 35 Skokovi: Josh Howard 10 Asistencije: Marquis Daniels 4 |         | Koševi: Dwyane Wade 43 Skokovi: Shaquille O'Neal 12 Asistencije: Wade, Williams 4 | PR | AmericanAirlines Arena, Miami Gledatelji 20 145 Suci: Crawford, DeRosa, Salvatore | ABC |
| 18. lipnja 2006. 9:00pm ET | Izvještaj na NBA.com | 3-2 Miami Heat                                                                |         |                                                                                   | PR | AmericanAirlines Arena, Miami Gledatelji 20 145 Suci: Crawford, DeRosa, Salvatore | ABC |

Nakon zaostatka od 2-0 i izjednačenja serije Miami je sjajno krenuo u utakmicu. Međutim do kraja su Mavericksi smanjili, a Wade je 1.9 sekundi prije kraja utakmice postigao pobjednička slobodna bacanja i cijeli Miami je bio u euforiji. Nakon Dallasovog pogotka, utakmica je otišla u produžetak. U produžetku Miami je bio bolji s 8-7 i pobijedio je u teškoj utakmici. Nowitzki je imao priliku poslati utakmicu u drugi produžetak međutim promašio je slobodna bacanja i Wade je sa svoja 43 poena okrunio večer pobjedom. Nakon utakmice Nowitzki je napucao loptu u publiku zbog čega je kasnije kažnjen s 5 tisuća dolara. Pojavljivale su se kritike na sudačke odluke od strane vlasnika Mavericksa zbog neobjašnjivih prekršaja, te ih je povjerenik kaznio s 250 tisuća dolara.

### Šesta utakmica
| 20. lipnja 2006. 9:00pm ET | Izvještaj na NBA.com | Miami Heat                                                                        | 95–92 | Dallas Mavericks                                                              |  | American Airlines Center, Dallas Gledatelji 20 552 Suci: Crawford, Javie, Rush | ABC |
| 20. lipnja 2006. 9:00pm ET | Izvještaj na NBA.com | Po četvrtinama: 23-30, 26-18, 22-20, 24-24                                        |       |                                                                               |  | American Airlines Center, Dallas Gledatelji 20 552 Suci: Crawford, Javie, Rush | ABC |
| 20. lipnja 2006. 9:00pm ET | Izvještaj na NBA.com | Koševi: Dwyane Wade 36 Skokovi: Shaquille O'Neal 12 Asistencije: Jason Williams 7 |       | Koševi: Dirk Nowitzki 29 Skokovi: Dirk Nowitzki 12 Asistencije: Jason Terry 5 |  | American Airlines Center, Dallas Gledatelji 20 552 Suci: Crawford, Javie, Rush | ABC |
| 20. lipnja 2006. 9:00pm ET | Izvještaj na NBA.com | Pobjeda Miami Heata 4-2                                                           |       |                                                                               |  | American Airlines Center, Dallas Gledatelji 20 552 Suci: Crawford, Javie, Rush | ABC |

U šestoj utakmici Wade je postigao 36 poena i odveo je svoju momčad do prvog NBA naslova u povijesti franšize. Svojim sjajnim izvedbama Wade je okrenuvši seriju prosječno postizao 34.7 poena po utakmici te je zasluženo osvojio nagradu za najkorinsijeg igrača NBA finala.

## Vanjske poveznice
- Službena stranica NBA finala 2006.

| NBA finali      | NBA finali                                                                             |
| --------------- | -------------------------------------------------------------------------------------- |
|                 |                                                                                        |
| Tijekom 80-ih   | 1980. \| 1981. \| 1982. \| 1983. \| 1984. \| 1985. \| 1986. \| 1987. \| 1988. \| 1989. |
|                 |                                                                                        |
| Tijekom 90-ih   | 1990. \| 1991. \| 1992. \| 1993. \| 1994. \| 1995. \| 1996. \| 1997. \| 1998. \| 1999. |
|                 |                                                                                        |
| Tijekom 2000-ih | 2000. \| 2001. \| 2002. \| 2003. \| 2004. \| 2005. \| 2006. \| 2007. \| 2008. \| 2009. |
|                 |                                                                                        |
| Tijekom 2010-ih | 2010. \| 2011.                                                                         |

| NBA finali      | NBA finali                                                                             |
| --------------- | -------------------------------------------------------------------------------------- |
|                 |                                                                                        |
| Tijekom 80-ih   | 1980. \| 1981. \| 1982. \| 1983. \| 1984. \| 1985. \| 1986. \| 1987. \| 1988. \| 1989. |
|                 |                                                                                        |
| Tijekom 90-ih   | 1990. \| 1991. \| 1992. \| 1993. \| 1994. \| 1995. \| 1996. \| 1997. \| 1998. \| 1999. |
|                 |                                                                                        |
| Tijekom 2000-ih | 2000. \| 2001. \| 2002. \| 2003. \| 2004. \| 2005. \| 2006. \| 2007. \| 2008. \| 2009. |
|                 |                                                                                        |
| Tijekom 2010-ih | 2010. \| 2011.                                                                         |